# Capitaine Marleau
Capitaine Marleau è una serie televisiva francese ideata da Elsa Marpeau e diretta da Josée Dayan, trasmessa da France 3 e poi da France 2 dal 15 settembre 2015. La serie vede come protagonista Corinne Masiero, nel ruolo di Marleau, un'eccentrica ispettrice della Gendarmerie nationale.

## Trama
Il capitano Marleau è una detective formidabile che, con il suo sarcasmo tagliente e la sua perspicacia, segue diverse indagini. Rendendo onore alle donne nella Gendarmerie nationale, profondamente carente di esse, Marleau ha a che fare con casi spesso molto intricati, ma non portando mai a termine un insuccesso, anche di fronte a situazioni che la coinvolgono soprattutto come donna, poiché di violenza sulle donne da parte di ex fidanzati o mariti, femminicidi, molestie sessuali o semplici battute sessiste. Ma col suo carattere deciso al momento giusto, riesce sempre a mettere tutti in riga, compresi i colleghi, quasi tutti uomini, e allo stesso tempo a farsi amare da chiunque.

## Episodi
| Stagione         | Episodi | Prima TV Francia | Prima TV Italia |
| ---------------- | ------- | ---------------- | --------------- |
| Prima stagione   | 7       | 2015-2016        | 2020            |
| Seconda stagione | 7       | 2017-2018        | 2020            |
| Terza stagione   | 8       | 2019-2020        | 2021            |
| Quarta stagione  | 15      | 2021-2025        | 2021-2025       |

## Personaggi e interpreti

### Principali
- Capitaine Marleau (stagione 1-in corso), interpretata da Corinne Masiero, doppiata da Roberta Greganti.
Ispettrice della Gendarmerie nationale, nonché una delle poche donne nel suo campo: infatti, per farsi ascoltare dai colleghi, spesso mostra a tutti la propria personalità molto estrosa e dai comportamenti inusuali al lavoro.

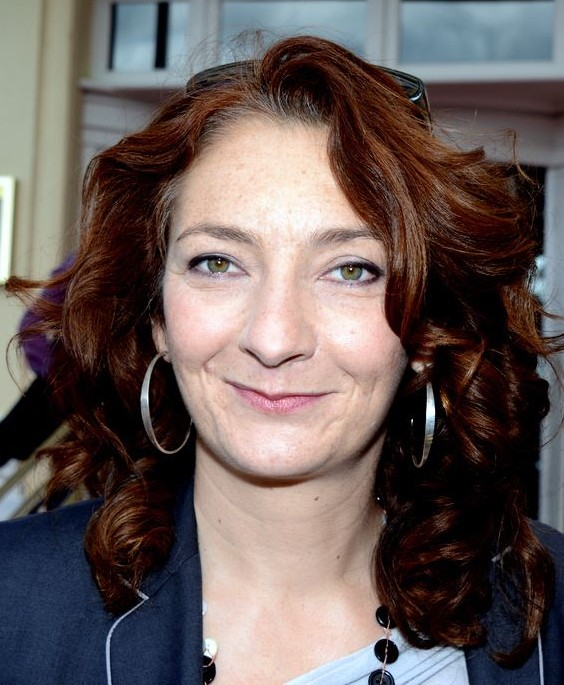
Corinne Masiero

### Ricorrenti
- Léopold Salaün (stagioni 1-3), interpretato da Jean-Claude Drouot, doppiato da Bruno Alessandro.
Medico legale.
- Brière (stagione 1-in corso), interpretato da Aymeric Demarigny.
Brigadiere.
- Oscar Langevin (stagione 1-in corso), interpretato da Marius Colucci, doppiato da Emiliano Reggente.
Medico legale.

## Produzione

### Riprese
Le riprese della prima stagione si sono svolte dal 13 giugno per tutta l'estate del 2014.
Le riprese della seconda stagione si sono svolte dal 4 febbraio al 25 febbraio 2015.
Tra le location ricorrenti e comuni per ogni stagione, sono presenti:
- Collioure, nei Pirenei Orientali
- Linguadoca-Rossiglione
- Sète, nell'Hérault
- Montpellier, sempre nell'Hérault

## Distribuzione
La serie è trasmessa da La Une in Belgio dal 5 settembre 2015, da RTS Deux in Svizzera dal 10 settembre 2015 e negli Stati Uniti su MHz Networks In Canada va in onda su ICI TOU.TV di CBC. In Italia le prime tre stagioni e primi due episodi della quarta sono state trasmesse su Fox Crime dal 10 giugno 2020 al 6 maggio 2021. Dal terzo episodio della quarta stagione va in onda su Sky Investigation dal 30 marzo 2024.

## Accoglienza

### Ascolti
La serie si è presentata subito come un successo, tanto da raggiungere e superare col tempo i 30 milioni di telespettatori in Francia, con oltre 7,7 milioni solo alla prima visione assoluta dell'episodio pilota.
In Francia, nei suoi primi anni di trasmissione, ossia nel 2015 e nel 2016, la serie non è riuscita a classificarsi tra le prime 20 per numero di ascolti; tuttavia, già nel 2017 la serie, entrata nella classifica, si è posizionata ai primi posti, divenendo uno dei maggiori successi della rete televisiva France 3.
La serie ha poi detenuto il primo posto per ben 3 anni consecutivi: nel 2018, 2019 e 2020, per poi venir declassata nel 2021 a terza, solamente dietro Morgane - Detective geniale e La Promesse, e lasciando di conseguenza France 3 per la prima volta dal 2017 non al primo posto.

## Riconoscimenti
- Festival de la fiction TV de La Rochelle
  - 2017 – Migliore serie dell'anno a Josée Dayan e Elsa Marpeau[18]
  - 2018 – Migliore serie del decennio a Josée Dayan e Elsa Marpeau[19]
- Festival Polar de Cognac
  - 2019 – Miglior serie commedia in lingua francese[20]
  - 2020 – Miglior serie commedia in lingua francese[21]